# 30-Grad-Regel
Die 30-Grad-Regel besagt, dass eine Einstellung in einem Film aus einem Winkel (bezogen auf die Achse Kamera-Bildinhalt, die „Kameraachse“) aufgenommen sein sollte, der mindestens um 30 Grad von der vorhergehenden Einstellung abweicht, um einen flüssigen, nicht als sprunghaft empfundenen Schnitt zu gewährleisten. Nur wenn sich die Einstellungen deutlich voneinander unterscheiden, also eben um wenigstens diesen Winkel weiter wegrücken, werden sie nicht als störend empfunden. Diese Regel ist eines der Stilmittel der sog. unsichtbaren Schnitte, die Übergänge zwischen unterschiedlichen Film-Einstellungen mit vergleichbarem Bildinhalt so darstellen, dass sie vom menschlichen Hirn nicht wahrgenommen werden. Dabei muss die Einstellung gleichzeitig aber so gewählt werden, dass ein Achsensprung vermieden wird.

„Hierbei zeigt sich ein Paradox: Sich stärker unterscheidende Blickwinkel werden weniger stark als solche erkannt, während ähnliche Einstellungsgrößen und Kameraperspektiven als Bildsprung wahrgenommen werden.“

Diese Art von Bildwechseln, die für den Zuschauer die Handlung ununterbrochen lassen, machen sich den Effekt zunutze, dass das Hirn an eine Durchgängigkeit zu glauben bereit ist, wenn die Unterbrechung in der Abfolge offensichtlich ist - also z. B.
- anderer Blickwinkel auf die gleiche Szenerie/die gleichen Handelnden oder
- andere Einstellungsgrössen wie Halbnahe, Nahaufnahme, Großaufnahme in Folge.

Da das menschliche Hirn an Durchgängigkeit glaubt, werden unbewusst Brücken gebaut. Schnitte, die zwei fast identische Einstellungen nacheinander zeigen, lenken hingegen eher ab und werden teilweise sogar als Fehler empfunden.
Ein sog. springender Schnitt (Jump Cut) andererseits kann bewusst als Stilmittel eingesetzt werden - nach seiner klassischen Definition -, wie es z. B. der französische Nouvelle-Vague-Regisseur Jean-Luc Godard in einigen seiner Filme machte. Bekanntestes Beispiel dafür ist Außer Atem (À bout de souffle) von 1959.